# Jürgen Dueball

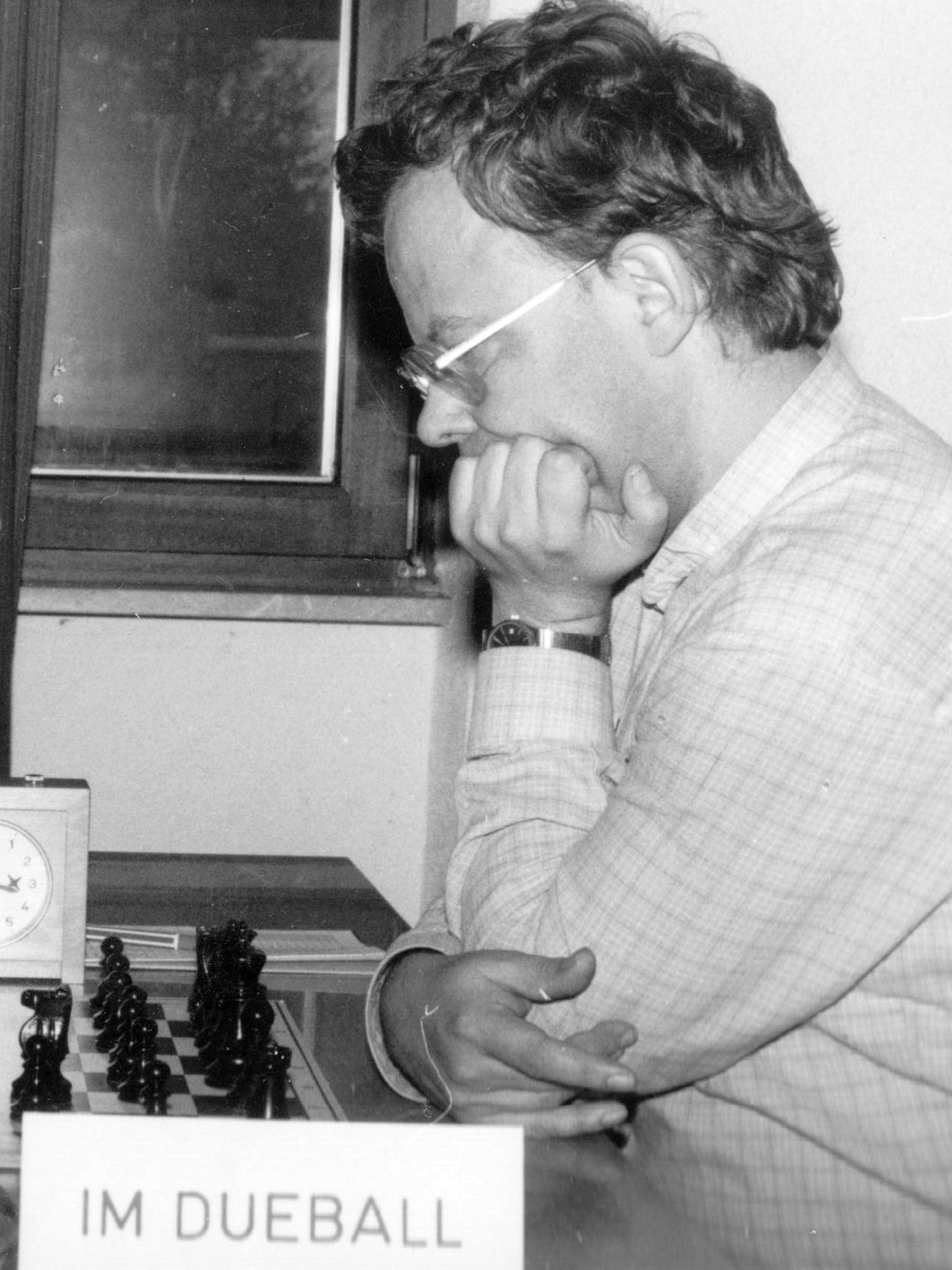
Jürgen Dueball

Jürgen Dueball (* 17. April 1943 in Berlin; † 15. Oktober 2002 in Solingen) war ein deutscher Go-Spieler, Schachmeister und Bridgespieler.

## Go
Dueball spielte seit seiner Kindheit Go, ein Spiel, das in seiner Familie gepflegt wurde, seit Dueballs Großvater Felix Dueball dieses Spiel in den 1930er-Jahren in Deutschland popularisierte. Sein Vater Fritz Dueball wurde 1957, 1958 und 1959 Europameister. 
Jürgen Dueball wurde mehrmals Vize-Europameister und verbrachte in den 1960er-Jahren ein halbes Jahr in Japan, um sich dem Go-Spiel widmen zu können. Er erreichte den 5. Amateur-Dan.

## Schach
Etwas verspätet fand er zum Schach. Erst in den 1960er-Jahren begann er auf sich aufmerksam zu machen: 1966 gewann er den Dähne-Pokal (die deutsche Pokal-Einzelmeisterschaft) durch einen Sieg über Ulrich Jahr. Zu dieser Zeit war er bereits im Berliner Schachverein Wilmersdorf aktiv und neben Rudolf Teschner dort der beste Spieler. Den blühendsten Abschnitt seiner internationalen Laufbahn hatte er zu Beginn der 1970er-Jahre, als es ihm gelang, 1973 den Titel Internationaler Meister zu erringen. Sein größter Individualerfolg war der geteilte erste Platz im internationalen Turnier von Reggio nell’Emilia 1973/74. Als Mannschaftsportler kam er auf 72 Einsätze in der deutschen Nationalmannschaft, u. a. auf den Schacholympiaden 1972 in Skopje (9 Punkte aus 13 Partien) und 1974 in Nizza (10,5 Punkte aus 16 Partien) sowie bei der Mannschaftseuropameisterschaft 1973 in Bath. Nach seiner Übersiedlung 1978 nach Solingen wurde er Mitglied der Solinger SG 1868, mit der er 1980, 1981, 1987 und 1988 deutscher Mannschaftsmeister wurde und 1990 den Europapokal gewann. Dueballs Beiträge zur Entwicklung der Eröffnungstheorie waren auch auf Großmeisterniveau geachtet und geschätzt. Er war für sein ausgezeichnetes Gedächtnis bekannt.

## Bridge
Neben Schach und Go spielte er auch Bridge auf hohem Niveau. Mit seinem Klub in Leverkusen wurde Dueball auch deutscher Mannschaftsmeister im Bridge.

## Studium und Beruf
Dueball studierte ab dem Sommersemester 1962 Physik an der Freien Universität Berlin, wobei er allerdings hauptsächlich Vorlesungen in Mathematik belegte. 1964 veröffentlichte er einen Aufsatz zur Astronomie: Zum Problem der Periodenlänge von UZ Draconis, in: Berliner Arbeitsgemeinschaft für Veränderliche Sterne, S. 109–111, Berlin 1964.
Bis zu seinem Tod durch Schlaganfall 2002 war er Programmierer in der Stadtverwaltung Solingen.